# Gaël Dréan
Gaël Dréan (Francia, 22 de octubre de 2000) es un jugador profesional francés de rugby que se desempeña en la posición de wing izquierdo en Rugby Club Toulonnais, equipo perteneciente a la liga Top 14.

## Carrera
Dréan es un jugador de formación francesa (JIFF). Comenzó su carrera deportiva con el equipo Rugby Ovalie Lorient, en el cual jugó once temporadas (2008-2019), después pasó a Plouzané (2019-2020), luego a Rennes Etudiants Club (2020-2022), posteriormente a Rugby Club Toulonnais, donde lleva jugando dos temporadas.